# اچ‌اس‌دابلیوام‌اس کارلس‌کرونا (پی۰۴)
اچ‌اس‌دابلیوام‌اس کارلس‌کرونا (پی۰۴) (به انگلیسی: HSwMS Carlskrona (P04)) یک کشتی است که طول آن ۱۰۵٫۷ متر (۳۴۶ فوت ۹ اینچ) می‌باشد. این کشتی در سال ۱۹۸۰ ساخته شد.